# Europese Super League
The Super League (European Super League Company, ESL), ook wel de Europese Super League genoemd, is een geplande jaarlijkse clubvoetbalcompetitie die naar verwachting in 2025 van start zal gaan. De ESL is bedoeld om de UEFA Champions League, UEFA Europa League en UEFA Conference League te vervangen of mee te concurreren. De oprichters zijn FC Barcelona en Real Madrid, en de overkoepelende organisatie is A22 Sports Management S.L.

## Geschiedenis
Voorstellen voor de oprichting van een Europese Super League zijn er al sinds minstens 1998, toen het Italiaanse bedrijf Media Partners het idee had onderzocht, maar dat mislukte nadat de UEFA had besloten om de Champions League uit te breiden. In de loop van de volgende twee decennia waren er verschillende voorstellen gedaan, met weinig succes.

## Oprichting
De competitie werd op 18 april 2021 aangekondigd via een persbericht van de oprichtende clubs. De aankondiging kwam op de vooravond van een bijeenkomst van het uitvoerend comité van de UEFA, dat de bedoeling had om de UEFA Champions League van het seizoen 2024–2025 te vernieuwen en uit te breiden om het aantal wedstrijden en inkomsten te verhogen, onder druk van Europese topclubs. In het persbericht werd het voornemen uitgesproken om "wedstrijden van hogere kwaliteit en aanvullende financiële middelen voor de algemene voetbalpiramide te bieden" en tegelijkertijd "aanzienlijk meer economische groei en steun voor het Europese voetbal te verschaffen via een langetermijnverbintenis voor onbeperkte solidariteitsbepalingen, die zal groeien in lijn met de inkomsten uit de competitie."
Naast de mannencompetitie is de organisatie ook van plan om zo snel mogelijk een overeenkomstige supercompetitie voor vrouwen te lanceren.
Twaalf clubs werden aangekondigd als de oprichters van de competitie, met nog drie die zich voor het openingsseizoen zouden aansluiten. Dit omvat de " Big Six " van Engeland, evenals drie Spaanse clubs en drie Italiaanse clubs. De vijftien oprichtende clubs zullen permanente deelnemers aan de competitie zijn en de organisatie besturen. Franse en Duitse clubs, waaronder Paris Saint-Germain en Bayern München, weigerden naar verluidt deel te nemen aan de competitie. De Duitse topclub Borussia Dortmund heeft zich uitgesproken tegen deze competitie.

## Clubs
| Clubs        | Eigenaar van de clubs | Voorzitter van de clubs |
| ------------ | --------------------- | ----------------------- |
| FC Barcelona | Socios*               | Joan Laporta            |
| Real Madrid  | Socios*               | Florentino Pérez        |

*Socios zijn leden die tegen betaling een periode-eigenaar zijn van een club, socios hebben dan ook een lidmaatschap en geen aandeel.

## Competitie
De competitie zal bestaan uit twintig teams, waaronder de vijftien oprichtende clubs. De overige vijf plaatsen worden bepaald door middel van een kwalificatiesysteem op basis van de prestaties van teams in het voorgaande seizoen. Vanaf augustus worden de teams opgesplitst in twee poules van tien, waarbij clubs tijdens de midweken thuis- en uitwedstrijden spelen, zodat clubs toch kunnen deelnemen aan hun nationale competities. De drie beste teams van elke groep kwalificeren zich voor de kwartfinales, terwijl de teams als vierde en vijfde eindigen van elke groep die zullen strijden in tweebenige play-offs om de laatste twee kwartfinalisten te bepalen. De kwartfinales en halve finales worden gespeeld over 2 wedstrijden. De finale vindt plaats in mei.
De competitie zal bestaan uit onbeperkte solidariteitsbetalingen aan zijn clubs, die kunnen toenemen in lijn met de inkomsten uit de competitie. De organisatie verklaarde dat de solidariteitsbetalingen hoger zullen zijn dan die van bestaande Europese competities, die naar verwachting "meer dan € 10 miljard zullen bedragen in de loop van de aanvankelijke verbintenisperiode van de clubs", en dat de oprichtende clubs € 3,5 miljard zullen ontvangen voor steun voor investeringsplannen voor infrastructuur en om de gevolgen van de COVID-19-pandemie te compenseren. De Amerikaanse investeringsbankgigant JPMorgan Chase is naar verluidt de belangrijkste financier van de geplande Super League, die US $ 5 miljard toezegde voor de concurrentie.

## Leiders
De volgende (voetbal)managers zijn bevestigd als de leiders van de organisatie.
| Positie         | Naam             | Andere functies               |
| --------------- | ---------------- | ----------------------------- |
| CEO             | Bernd Reichart   | CEO van A22 Sports Management |
| Voorzitter      | Florentino Pérez | President van Real Madrid     |
| Vice-voorzitter | Joan Laporta     | President van FC Barcelona    |

## Reactie van de bonden
De aankondiging leidde tot woedende reacties van de UEFA, de voetbalbond en de Premier League van Engeland, de Italiaanse voetbalbond en de Serie A van Italië en de Koninklijke Spaanse voetbalbond en La Liga van Spanje, waarvan de oprichtende clubs afkomstig waren. Ze legden een gezamenlijke verklaring af waarin ze verklaarden dat ze "alle maatregelen die voor ons beschikbaar zijn, op alle niveaus, zowel gerechtelijk als sportief" zouden overwegen om te voorkomen dat de Super League doorgaat. De UEFA en de drie landen hebben gewaarschuwd dat alle clubs die bij de Super League betrokken zijn, uitgesloten zouden worden van alle andere binnenlandse, Europese en wereldvoetbalcompetities. Ze dreigden ook dat de betrokken spelers een verbod zouden krijgen om hun nationale teams te vertegenwoordigen in internationale wedstrijden. Ook de voetbalfederaties en topcompetities van Frankrijk en Duitsland, waar nog geen clubs lid van waren, gaven verklaringen af tegen de voorgestelde Super League.
De European Club Association (ECA), waarvan de toenmalige voorzitter Andrea Agnelli de vice-voorzitter is van de Super League, hield een spoedvergadering en kondigde vervolgens aan tegen het plan te zijn. Agnelli, ook lid van het uitvoerend comité van de UEFA, en de oprichtende clubs van de Super League woonden de virtuele bijeenkomst niet bij. Agnelli nam vervolgens ontslag als voorzitter van de ECA en lid van het uitvoerend comité van de UEFA, waarbij ook alle twaalf Super League-clubs de ECA verlieten. De FIFA sprak ook haar afkeuring uit over de aankondiging.
De reactie van voormalig Manchester United- speler Gary Neville genereerde veel aandacht op sociale media, noemde de formatie "een daad van pure hebzucht" en was vooral teleurgesteld over de toelating van zijn voormalige club, en hij zei verder dat er strenge maatregelen moeten worden genomen tegen de oprichtende clubs., inclusief het verbieden van Europese competities en puntenaftrek. Talloze fangroepen, waaronder Tottenham Hotspur Supporters’ Trust, Arsenal Supporters’ Trust, Chelsea Supporters’ Trust en Liverpools Spirit of Shankly-groep, waren ook tegen de beslissing en riepen op tot een boycot van games.
Ook veel spelers en trainers, waaronder Manchester City trainer Pep Guardiola zagen niets in het plan voor de Super League en spraken zich hier openlijk tegen uit.
Met name Engelse fans reageerden woedend op de plannen. De spelersbus van Liverpool werd opgewacht bij de uitwedstrijd Leeds, voetbalshirts werden verbrand en de spandoeken, die als gevolg van de coronamaatregelen de tribunes van stadion Anfield versierden, werden weggehaald. Ook bij de stadions van de andere Engelse clubs waren er woedende supportersgroepen.
Boris Johnson, premier van het Verenigd Koninkrijk, liet zich ook uit over de mogelijke Super League. Hij stelde onder andere dat hij het heel schadelijk vindt voor het voetbal.
Prins William, erevoorzitter van de Engelse voetbalbond FA verklaarde de zorgen van de fans over de beoogde Super League en over de mogelijk schade aan onze geliefde sport te delen. Hij riep op om meer dan ooit de hele voetbalsamenleving te beschermen.

## Terugtrekking
Op dinsdag 20 april 2021, twee dagen na de bekendmaking van de Super League, maakte Manchester City als eerste stichtend lid bekend dat het uit de Super League wilde stappen. De overige Engelse clubs Manchester United, Liverpool, Arsenal, Tottenham Hotspur en Chelsea volgden later die avond en nacht.
’s Anderendaags (woensdag(voor)middag 21 april 2021) kwamen ook Inter Milan, Atlético Madrid en AC Milan met hun bekendmakingen dat ook zij zich uit het project terugtrekken.
Juventus communiceerde vervolgens dat het in de huidige context de kans gering acht dat het Super League-project nog voltooid zal geraken in de oorspronkelijk bedachte vorm.